# Zoetwaren

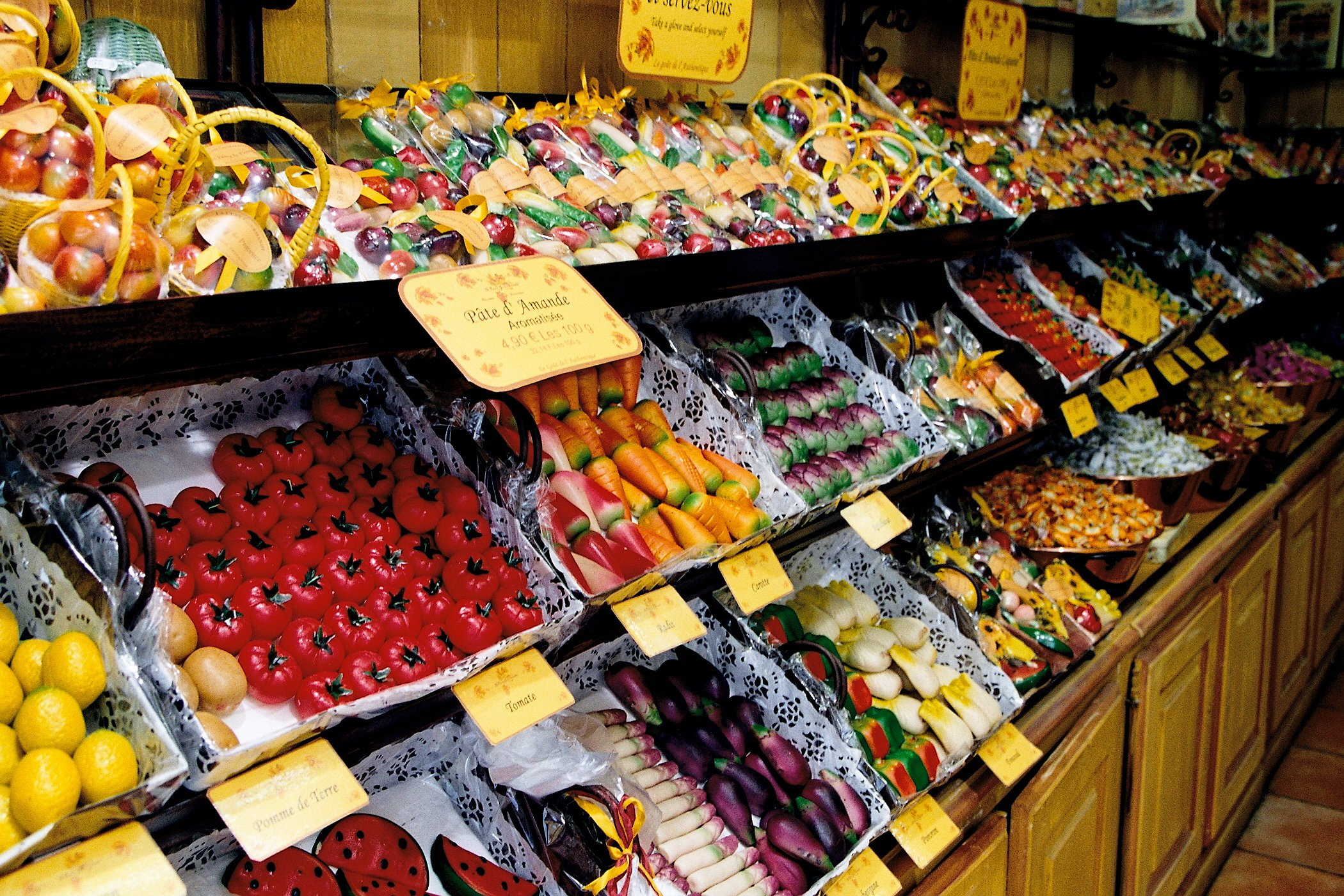
Verschillende soorten zoetwaren

Zoetwaren is voedsel dat rijk is aan suiker en daardoor een erg zoete smaak heeft. Voedsel met kunstmatige zoetstoffen wordt soms ook tot deze groep gerekend.
Zoetwaren wordt vaak gebruikt als synoniem voor snoepgoed, maar omvat naast snoep ook andere soorten voedsel zoals verschillende soorten snacks, zoet broodbeleg (jam, hagelslag), consumptie-ijs, nagerechten en gebak.
Zoetwaren bevatten doorgaans maar weinig voedingsstoffen, maar veel calorieën. Extensief nuttigen van zoetwaren kan leiden tot diabetes mellitus type 2, obesitas en cariës.
Hoewel zoetwaren lekker zijn, kunnen ze bij veel gebruik gevaarlijk zijn voor je gezondheid. Ze bevatten vooral veel calorieën.